# Marcial Dorado
Marcial Dorado Baúlde (Cambados, 2 d'abril de 1950) és un empresari i narcotraficant gallec resident a l'Illa d'Arosa.

## Trajectòria
Va començar a treballar per al contrabandista de tabac Vicente Otero Pérez "Terito" com a pilot de llanxes motores d'alta velocitat. A partir de llavors les seves activitats li van permetre ser propietari de terrenys, estacions de servei, cellers, etcètera. Als anys noranta va ser detingut i condemnat per contraban de tabac. El 2003 va ser detingut per ordre del jutge José Antonio Vázquez Taín per la seva implicació en el contraban de cocaïna. Jutjat a l'Audiència Nacional, va ser condemnat a 14 anys de presó. Durant el procés se li van embargar propietats vinícoles, gairebé dues-centes propietats immobiliàries, i comptes a Suïssa, Portugal i les Bahames.
El 2013 el diari El País va publicar unes fotografies preses l'estiu de 1995, on apareixia navegant amb el que d'aquelles era el secretari general del Sergas, i en el moment de la publicació era president de la Xunta de Galícia, Alberto Núñez Feijóo, i que generaria un posterior debat polític a Galícia. Feijóo no va dimitir per aquesta polèmica.
El 2018 vàries de les finques i propietats que li van ser embargades van sortir a subhasta.
Des del juliol de 2020 Dorado gaudeix del tercer grau penitenciari.